# 볼빨간 신선놀음
《볼빨간 신선놀음》은 MBC TV에서 UHD로 2021년 1월 15일부터 2021년 6월 4일까지 방송된 예능 프로그램이다. 파일럿 시절에 방송된 프로그램명으로는 볼빨간 라면연구소로 2020년 추석 연휴 당시 2일 연속 방송된 바 있었다.

## 기획 의도
까다로운 입맛의 신선들을 만족시킬 저 세상 레시피를 찾아라! 4명의 '신선 MC 군단'이 다양한 요리를 주제로 기상천외한 레시피를 찾아 전국의 요리 고수를 만나는 프로그램.

## 방송 시간
| 방송 채널 | 방송 기간                        | 방송 시간 | 방송 시간                       | 비고      |
| --------- | -------------------------------- | --------- | ------------------------------- | --------- |
| MBC TV    | 2020년 9월 29일, 2020년 9월 30일 | 1부       | 매주 화요일                     | 시범 편성 |
| MBC TV    | 2020년 9월 29일, 2020년 9월 30일 | 2부       | 매주 수요일                     | 시범 편성 |
| MBC TV    | 2021년 1월 15일 ~ 2021년 6월 4일 | 1부       | 매주 금요일 저녁 8:45 ~ 밤 9:25 | 정규 편성 |
| MBC TV    | 2021년 1월 15일 ~ 2021년 6월 4일 | 2부       | 매주 금요일 밤 9:25 ~ 10:05     | 정규 편성 |

## 출연진

### 진행자
| 역대 | 진행자                       | 진행 기간                        | 비고 |
| ---- | ---------------------------- | -------------------------------- | ---- |
| 1대  | 서장훈, 성시경, 김종국, 하하 | 2021년 1월 15일 ~ 2021년 6월 4일 |      |

## 결방 및 편성 변경 안내
2021년
- 5월 21일 : 다큐플렉스 조 바이든 편 재방송 편성으로 인한 결방.

## 같이 보기
- 한식탐험대 (KBS 시사교양본부 제작)
- 한국인의 밥상 (KBS 1TV)
- 신상출시 편스토랑, 백종원 클라쓰 (KBS 2TV)
- 최고의 요리 비결 (EBS 1TV)
- 찾아라! 맛있는 TV, 백파더: 요리를 멈추지 마!, 로컬 식탁 (MBC TV)
- 결정 맛대맛, 백종원의 골목식당, 맛남의 광장, 식자회담 - 국가발전 프로젝트 (SBS TV)
- 우리가 아는 맛-알토란 (MBN)
- 식객 허영만의 백반기행 (TV조선)
- 삼시세끼, 백패커 (tvN)
- 맛있는 녀석들 (iHQ)
- 노중훈의 여행의 맛 (MBC 표준FM)